# Океанский хребет
Океанский хребет — низкогорный массив, расположенный на крайней юго-восточной периферии системы гор Сихотэ-Алиня (полуостров Муравьёва-Амурского). Тянется в широтном направлении на протяжении 10 км с запада на восток в пределах городской черты Владивостока, недалеко от его северной административной границы с городом Артём. К югу от Океанского хребта протянулся параллельно ему Береговой хребет. Хребет используется как объект горно-рекреационного туризма у городского населения Владивостока.

## Флора и фауна
Рельеф хребта в целом типичен для Южного Приморья, представлен умеренно расчленённым низкогорьем и мелкосопочником. Относительные высоты местами превышают 300 м, абсолютные более 400 м. Высшая точка хребта и всего полуострова Муравьёва-Амурского — Синяя Сопка, высотой 474 м над уровнем моря (официальное картографическое название — гора Песчаная). Флора и фауна хребта типична для горной части юга Приморья. Средняя температура января на склонах хребта — −12 °C). На вершинах имеются преобладают хвойные породы деревьев, в нижнем ярусе — широколиственные леса, лианы (лимонник китайский) и кустарники.

## Гидрография
В районе хребта преобладает умеренный муссонный климат, поэтому он хорошо обводнён. Стекающие с его склонов речки и ручьи принадлежат бассейну Японского моря. Северный склон хребта принадлежит бассейну реки Богатой, которая является самой крупной рекой в пределах города и всего полуострова. Другие крупные реки: Хайндот (приток Богатой), Чёрная речка, Лазурная, Емар.

## Инфраструктура
У подножия Океанского хребта в долине реки Богатой 30 декабря 1929 года была основана Дальневосточная опытная станция ВИР имени Н. И. Вавилова, занимающаяся сельскохозяйственной селекцией (плодово-ягодные культуры и амурский виноград).